# Instituto de Estudos Políticos de Paris
Instituto de Estudos Políticos de Paris (em francês:  Institut d'Études Politiques de Paris, mais conhecido como  Sciences Po) é uma instituição privada francesa de ensino superior, especializada nas áreas de Ciências Humanas e Sociais. A Sciences Po Paris é uma grande école e por isso possui um sistema de seleção considerado mais disputado e exigente do que os das demais instituições de ensino superior francesas. 
A escola, originalmente chamada de "École libre des sciences politiques", foi criada em 1872 por Émile Boutmy, após a Guerra franco-prussiana, com o objetivo de criar, educar e desenvolver uma nova elite francesa. Em 1945, após a sua nacionalização parcial, a antiga École libre des sciences politiques foi substituída pela Fondation Nationale des Sciences Politiques (FNSP), privada e independente, responsável pela pesquisa e documentação, e pelo Institut d'Étude Politiques de Paris - IEP, responsável pelo ensino, sob a administração da FNSP, que é a entidade mantenedora da atual Sciences Po Paris . Na concepção da Sciences Po, o termo estudos políticos faz menção não apenas à ciência política, mas também aos estudos de economia, direito, sociologia, filosofia, história, jornalismo, administração, entre outros.
Como uma das mais prestigiadas e atraentes grandes écoles francesas, a Sciences Po destaca-se entre os mais renomados e fecundos centros de estudo superior da Europa. Consequentemente, em suas áreas, a escola encontra-se nas primeiras posições entre os mais reconhecidos estabelecimentos acadêmicos do mundo. Sendo a principal referência francesa nas áreas de política, economia política e relações internacionais. Em 2013 foi classificada como a melhor universidade de estudos internacionais e políticos da Europa continental.
Atualmente os principais ensinos são os seguintes: economia, ciências políticas, direito, relações internacionais, administração, marketing, finanças, comunicação, comercialização, jornalismo, recursos humanos e estudos europeus.

## Organização

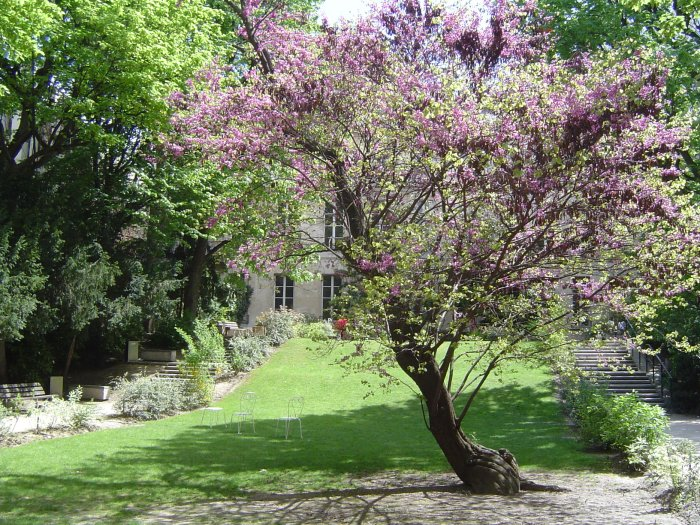
Jardim de Sciences Po, entre a rue Saint-Guillaume e a rue des Saints-Pères.

### Gestão
A Sciences Po Paris é gerenciada pela Fondation nationale des sciences politiques (FNSP), fundação privada de utilidade pública, que é presidida atualmente por Jean-Claude Casanova. Já o atual diretor da Sciences Po Paris é Frédéric Mion. A Sciences Po Paris é também membro fundador da Sorbonne Paris Cité, o pólo de pesquisa e ensino superior que agrupa algumas das principais universidades de Paris. O reitor atual da Sorbonne Paris Cité é Jean-François Girard.

### Diplomas
Atualmente a escolaridade da Sciences Po tem duração de 5 anos para os 2 primeiros ciclos superiores. Os alunos obtêm a graduação após a conclusão do segundo ciclo. O terceiro ciclo é composto por cursos de "mestrado" e "doutorado". A escola mantém convênios para realização de pós-graduação sanduíche com a Universidade de Columbia em Nova Iorque, com a London School of Economics em Londres e com a Universidade de Pequim, na China. A Sciences Po também oferece um  em Inglês, um programa de mestrado em dois anos para jovens profissionais de todo o mundo. 

## Alunos
Ao longo de sua história passaram pela Sciences Po Paris muitos alunos que se tornariam célebres na França e no restante do mundo. Entre outros, são diplomados desta universidade o escritor Marcel Proust, o secretário-geral da ONU Boutros Boutros-Ghali, o estilista Christian Dior, o príncipe Rainier III de Mônaco, além dos Diretores-gerais do FMI Dominique Strauss-Kahn e Michel Camdessus e do Diretor-Geral da OMC Pascal Lamy. Notoriamente, a Sciences Po Paris detém ampla ascensão sobre a política francesa, sendo comum que os mais altos cargos da administração pública sejam ocupados por pessoas que passaram por essa escola e/ou pela Escola Nacional de Administração.
Veja abaixo alguns dos políticos franceses que se graduaram na Sciences Po Paris (Fonte: Annuaire des anciens élèves de Sciences-Po):

### Lista de primeiros-ministros da França diplomados de Sciences Po Paris
- Michel Debré (diplomado em 1933): primeiro-ministro entre o 8 de Janeiro de 1959 e o 14 de Abril de 1962
- Raymond Barre (diplomado em 1948): primeiro-ministro entre o 26 de Agosto de 1976 e o 21 de Maio de 1981
- Laurent Fabius (diplomado em 1969): primeiro-ministro entre o 17 de Julho de 1984 e o 20 de Março de 1986
- Jacques Chirac (diplomado em 1954) : primeiro-ministro entre o 20 de Março de 1986 e o 10 de Maio de 1988
- Michel Rocard (diplomado em 1952): primeiro-ministro entre o 10 de Maio de 1988 e o 15 de Maio de 1991
- Edouard Balladur (diplomado em 1950): primeiro-ministro entre o 29 de Março de 1993 e o 18 de Maio de 1995
- Alain Juppé (diplomado em 1968): primeiro-ministro entre o 18 de Maio de 1995 e o 3 de Junho de 1997
- Lionel Jospin (diplomado em 1959): primeiro-ministro entre o 3 de Junho de 1997 e o 6 de Maio de 2002
- Dominique de Villepin (diplomado de 1973): primeiro-ministro entre o 31 de Maio de 2005 e o 15 de Maio de 2007
- Edouard Philippe : primeiro-ministro desde o inicio do mandato do Emmanuel Macron

### Lista de presidentes daRepública francesadiplomados deSciences Po Paris
Há três décadas todos os chefes de estado da França são ex-alunos da Sciences Po.
- Emmanuel Macron: presidente desde 2017.
- François Hollande: presidente entre 2012 e 2017.
- Jacques Chirac (diplomado em 1954): presidente entre 1995 e 2007
- François Mitterrand: presidente entre 1981 e 1995